# 大阪府立白菊高等学校
大阪府立白菊高等学校（おおさかふりつ しらぎくこうとうがっこう）は、かつて大阪府堺市大仙町にあった公立高等学校。

## 概要
当時大阪府内で唯一の衛生看護科を設置し、卒業と同時に准看護師の受験資格を取得できた学校だった。しかしいくつかの要因が重なり（後述）、2004年に廃校となった。
学校跡地には、2006年に大阪府立だいせん高等聾学校が開校している。

## 沿革
大阪府で初の看護系高等学校として、1967年に開校した。開校当初は大阪市生野区勝山通8丁目（現・生野区勝山南3丁目）に校舎を設置し、大阪府立桃谷高等学校（通信制）および大阪府立大学工業短期大学部（夜間課程）と白菊高校の3校で校舎を共用していた。
1969年6月に堺市大仙町（現・堺市堺区大仙町）・大阪府立大学農学部跡地に移転することが決定し、1970年に堺市に移転した。1970年度は大阪府立大学農学部の旧校舎を使用し、1971年4月より同地に建設された新校舎での授業を開始した。
1970年より1979年まで専攻科を設置していたこともあった。
- 1966年9月 - 大阪府教育委員会内に、大阪府立衛生看護高等学校（仮称）設立準備室が発足。
- 1967年2月 - 大阪府立白菊高等学校の校名が決定。
- 1967年4月1日 - 大阪府立白菊高等学校として、大阪市生野区で開校。
- 1970年 - 堺市大仙町に移転。専攻科設置。
- 1979年 - 専攻科廃止。
- 2001年 - この年の募集を最後に、以降募集停止。
- 2004年 - 閉校。

### 廃校の要因
廃校の要因としては、以下の内容が挙げられる。
- 1999年に保健婦助産婦看護婦学校養成所指定規則の一部が改正された。これに伴い2002年度入学生から、准看護師養成課程の教育時間が1500時間から1890時間に増やされ、3年制の高等学校での授業時間確保は困難になったこと。
- 1990年代には白菊高校の生徒は、卒業後准看護師として就職せずに、看護師の受験資格取得のために、専門学校や短期大学、四年制大学へ進学する場合がほとんどになった。そのため、高校で准看護師養成課程を設置する必要が薄らいだこと。
- 3年制の衛生看護科に2年制の専攻科を併設し、5年間で看護師の受験資格取得の教育をおこなう改編（5年制一貫看護科）も想定される。しかし看護師の受験資格取得のための専門学校や短期大学、四年制大学が充実している大阪府下で、高校での5年制一貫看護科が支持されるか不透明であること。
- 看護系進学を主目的とする普通科ないし総合学科（准看護師の受験資格は付与しないが、普通科としての授業のほかに、看護実習などの医療・看護系科目を選択科目として設置し、看護系進学の動機付け、体験学習の機会を設ける）へ同校単独で改編することは、小規模校であり非効率であること。

なお、廃校後の白菊高校の教育活動の受け入れ先として、大阪府教育委員会は、同時期に普通科から総合学科に改編した大阪府立堺東高等学校を位置づけ、ここに「医療・看護系列」を設定し、設備面でも看護実習棟の設置をおこなっている。しかし堺東高等学校総合学科の「医療・看護系列」では、高校在学中での医療・看護系職種の受験資格取得を目指しておらず、医療・看護系の大学、短期大学、専門学校進学を目指す授業科目設置である。「医療・看護系列」の科目を選択しても准看護師などの看護系職種の受験資格が得られるわけではない。